# إذاعة تبسة
إذاعة تبسة هي إذاعة محلية بولاية تبسة الجزائرية تبث برامجها باللغة العربية على موجة أف أم 87.90. انطلقت في البث بتاريخ 4 أفريل 1995 وهي تبث الآن لمدة 18 ساعة يوميا.

## تاريخ
انطلق بث إذاعة تبسة الجهوية في 04 أفريل 1995 ضمن شبكة الإذاعات الجهوية في إطار مشروع ضخم للإذاعات الجزائرية لإقامة إذاعة جهوية عبر الولايات الثماني والأربعين للبلاد، وتعد إذاعة تبسة من بواكير تجسيد هذا المشروع ضمن منظومة الإذاعة الجزائرية ولبنات صرح الإعلام الإذاعي العمومي، تبث إذاعة تبسة برامجها على موجتي : FM  Mhz87.9 و Mhz 106.0 على رقعة تصل إلى 200 كلم، حيث تغطي علاوة على ولاية تبسة، ولايات خنشلة، أم البواقي وسوق أهراس، وقد تطور الحجم الساعي من أربعة ساعات يوميا إلى 18 ساعة حيث تم الانتقال من أربع ساعات إلى ثماني ساعات ابتداء من 05/07/1997 ثم إلى 12 ساعة ابتداءا من 15/06/2006 وإلى 18 ساعة ابتداءا من 26/09/2006، وتتنوع الشبكة البرامجية لإذاعة تبسة الجهوية بين إخبارية، وتربوية وثقافية ومنوعات، مواكبة في محتواها حركة التنمية عبر الولاية عاكسة نبض المجتمع بمختلف انشغالاته وقطاعاته من خلال عمل إعلامي جواري متعد الأبعاد ومتنوع الموضوعات.، فريق شاب طموح يثابر يوميا من أجل تجسيد هذه الأهداف المسطرة ضمن إستراتجية الإذاعة الجزائرية لترقية رسالتها الإعلامية، مواكبة للتطورات المتنامية لوسائط الاتصال، هاهو فريق إذاعة تبسة يفتح لكم منافذ أخرى لتتفاعلوا معه عبر هذا الموقع ضمن شبكة المعلومات الدولية بالاستماع وإبداء الرأي والملاحظة والاقتراح ودمتم أوفياء.

## وصلات خارجية
- قائمة الإذاعات المحلية بالجزائر
- الموقع الرسمي لإذاعة تبسة
- التعريف بإذاعة تبسة من موقعها الرسمي
- شبكة الإذاعات الجهوية